# Anders Spalding
Anders Spalding, döpt 19 februari 1681 i Norrköping, begravd 13 maj 1736, var en svensk handelsman, riksdagsledamot och politiker.

## Biografi
Anders Spalding föddes 1681 i Norrköping och var son till handelsmannen Anders Spalding (1644–1717) och Regina Dreijer. Han blev handelsman i Norrköping och avled 1736.
Spalding var riksdagsledamot för borgarståndet i Norrköping vid riksdagen 1719.
Spalding gifte sig 1707 med Anna Bandholts.